# Listas Reales de Egipto
Listas Reales del Antiguo Egipto es la denominación habitual de las inscripciones o documentos que contienen una relación, generalmente fragmentaria, de los faraones de Egipto. Las más importantes son:

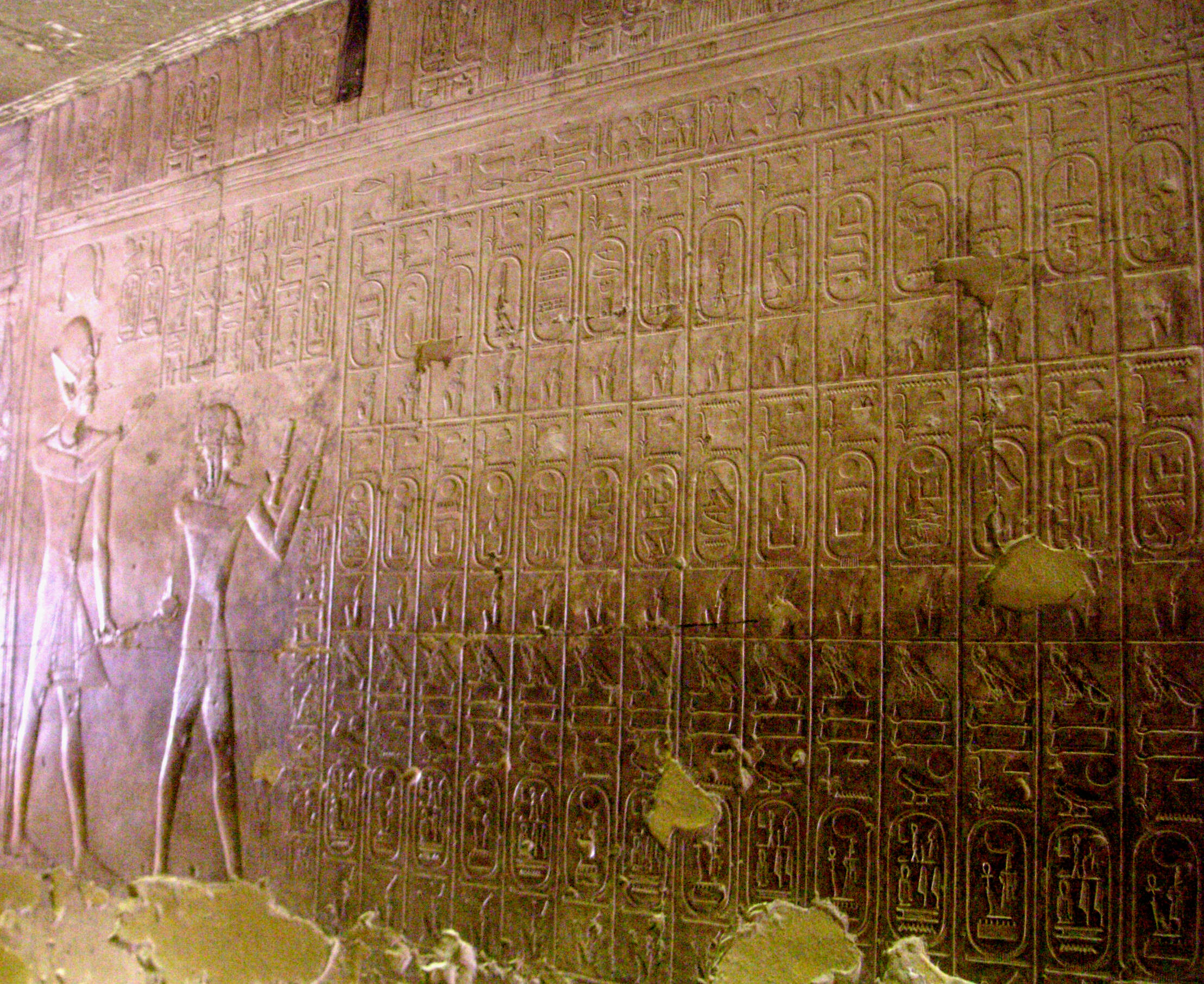
Lista Real de Abidos, presidida por el faraón Seti I y su hijo Ramsés II.

- Piedra de Palermo: un fragmento de una losa de basalto grabada, datada en la dinastía V.
- Lista Real de Karnak: hallada en el templo de Amón de Karnak, con 61 cartuchos, pero solo se pueden leer cincuenta, desde Menes hasta Tutmosis III (siglo XV a. C.).
- Lista Real de Abidos: un bajorrelieve con 76 cartuchos de faraones grabados en un muro del templo de Seti I, de la dinastía XIX (siglo XIII a. C.), en Abidos.
- Lista Real de Saqqara: un bajorrelieve que contenía 58 cartuchos de faraones (perduran 47) en un muro de la tumba de Tenry, en Saqqara, sacerdote y escriba de Ramsés II (siglo XIII a. C.).
- Canon Real de Turín: fragmentos de un papiro con texto redactado en escritura hierática que data posiblemente de la época de Ramsés II, de la dinastía XIX.
- Lista de Manetón: sacerdote egipcio de la Época Ptolemaica (siglo III a. C.) que redactó una historia de Egipto, la Aegyptiaka, perdiéndose el original, aunque parcialmente copiada por Flavio Josefo (siglo I), Sexto Julio Africano, con 561 reyes (siglo II-III), el Obispo Eusebio de Cesarea, con 361 reyes (siglo III-IV) y el monje Jorge Sincelo (siglo VIII-IX)